# Dummer August
Dummer August è un libro di poesie di Günter Grass pubblicato in Germania nel luglio 2007. Raccoglie 41 poesie, ironiche e significative, corredate di litografie e disegni dello stesso autore. Il libro viene presentato alla fiera del libro di Lipsia nel 2007 e tradotto in Italia nel 2008 dall'editore Raffaelli di Rimini nella collana "Poesia contemporanea" (ISBN 978-88-89642-54-2), privo delle litografie ma con testo a fronte. I traduttori sono Claudio Groff, Claudia Crivellaro, Caterina Barboni, Elena Bollati, Velia Februari e Irene Montanelli.